# Loco Live
Loco Live ist das zweite Live-Album der Punk-Band Ramones.

## Hintergrund
Nach dem Ausscheiden 1989 von Dee Dee Ramone war dies die zweite Spanien-Tournee mit der Band für dessen Nachfolger CJ Ramone. Das Album wurde bei den Auftritten am 11. sowie 12. März 1991 im „Zeleste“ in Barcelona aufgenommen und im Studio nachbearbeitet. Noch im selben Jahr wurde Loco Live in einer 33 Songs umfassenden Version von Chrysalis Records veröffentlicht. Im Jahr darauf wurde es mit anderem Cover und nur 32 Songs bei Sire veröffentlicht. Loco Live ist das zweite Livealbum der Band. 1979 war das Doppelalbum It’s Alive erschienen, von dem sich die Kritiker einig sind, dass es ein Klassiker des Genres ist. Ein Nachfolgealbum würde es also sehr schwer haben, dagegen zu bestehen. Die Kritiken waren dennoch überwiegend positiv – sowohl von den Fans als auch der Fachpresse.

## Titelliste
Die Liste umfasst die Titel, wie sie in der CD 1992 auf dem Label Sire veröffentlicht wurden. Anstatt der Songs Carbona Not Glue, I Just Wanna Have Something To Do, Havana Affair und I Don’t Wanna Go Down To The Basement enthält die Version der Erstveröffentlichung die Songs Too Tough to Die, Don’t Bust My Chops, Palisades Park und Love Kills. Die im Jahr 2010 veröffentlichte Captain-Oi!-Version enthält alle genannten Titel.
| Nr. | Titel                                                   | Länge | Nr. | Titel                                   | Länge |
| --- | ------------------------------------------------------- | ----- | --- | --------------------------------------- | ----- |
| 1   | The Good, The Bad And The Ugly                          | 1:55  | 17  | Pet Sematary (enthält Carbona Not Glue) | 4:16  |
| 2   | Durango 95                                              | 0:47  | 18  | Judy Is a Punk                          | 1:27  |
| 3   | Teenage Lobotomy                                        | 1:32  | 19  | Mama’s Boy                              | 2:09  |
| 4   | Psycho Therapy                                          | 2:16  | 20  | Animal Boy                              | 1:55  |
| 5   | Blitzkrieg Bop                                          | 1:45  | 21  | Wart Hog                                | 1:35  |
| 6   | Do You Remember Rock ‘N’ Roll Radio?                    | 2:59  | 22  | Surfin’ Bird                            | 2:29  |
| 7   | I Believe In Miracles                                   | 2:51  | 23  | Cretin Hop                              | 1:24  |
| 8   | Gimme Gimme Shock Treatment                             | 1:20  | 24  | I Don’t Wanna Walk Around With You      | 1:11  |
| 9   | Rock ‘N’ Roll High School                               | 1:49  | 25  | Today Your Love, Tomorrow the World     | 1:39  |
| 10  | I Wanna Be Sedated                                      | 2:09  | 26  | Pinhead                                 | 2:36  |
| 11  | The KKK Took My Baby Away                               | 2:42  | 27  | Somebody Put Something In My Drink      | 2:38  |
| 12  | I Wanna Live                                            | 2:18  | 28  | Beat on the Brat                        | 2:15  |
| 13  | My Brain Is Hanging Upside Down (Bonzo Goes to Bitburg) | 2:53  | 29  | Ignorance Is Bliss                      | 3:31  |
| 14  | Chinese Rocks                                           | 2:03  | 30  | I Just Want To Have Something To Do     | 2:15  |
| 15  | Sheena Is A Punk Rocker                                 | 1:48  | 31  | Havana Affair                           | 1:22  |
| 16  | Rockaway Beach                                          | 2:03  | 32  | I Don’t Wanna Go Down To The Basement   | 2:00  |